# Juan Eduardo Esnáider Belén
Juan Eduardo Esnáider Belén (Mar del Plata, 5 de març de 1973) és un exfutbolista professional argentí, i actual entrenador de futbol.
Jugava de davanter centre i el seu primer equip va ser Ferro Carril Oeste.

## Biografia
Va néixer en la ciutat argentina de Mar del Plata, província de Buenos Aires, el 5 de març de 1973. El seu cognom és una transcripció vers el castellàen ortografia natural del cognom alemany Schneider. És descendent d'alemanys del Volga i espanyols.
Va debutar en la primera divisió de Ferro Carril Oeste el 2 de setembre de 1990, i gràcies a una bona actuació, es va guanyar un nom en el futbol internacional amb la seva participació en el Mundial sub-20 de Portugal el 1991, amb una gran actuació. Gairebé sense jugar a l'Argentina (només 6 partits) va ser fitxat pel Reial Madrid. La temporada 1993/1994 va marxar cedit al Reial Saragossa davant la falta d'oportunitats en el club merengue. Allí va demostrar la seva gran qualitat i va esdevenir un dels millors davanters d'Europa. Va conquerir la Copa del Rei el 1994 (no la va poder jugar per sanció) i la Recopa d'Europa el 1995, proclamant-se màxim golejador d'aquest últim torneig.
El Reial Saragossa l'havia fitxat definitivament el 1994, però a l'any següent, en vista del seu gran rendiment, el Reial Madrid el va tornar a comprar pagant més del doble. No obstant això, no va destacar en l'equip madridista i en la 96/97 va fitxar per l'Atlètic de Madrid, on si va tenir un bon rendiment, però la seva mala relació amb el tècnic Radomir Antić el va obligar a abandonar el club matalasser un any després, entrant com a part del pagament del fitxatge de Jordi Lardín, sent l'Espanyol el seu nou equip. Allí va romandre una temporada i mitja, seguint amb el seu bon rendiment, fins que en el mercat d'hivern de la temporada 98/99 el va fitxar la Juventus FC per a suplir la greu lesió soferta pel seu capità Alessandro Del Piero.
El seu pas pel club transalpí, que va durar també un any i mig, va ser per a oblidar. Va tornar al Reial Saragossa com a cedit al desembre de l'any 2000 per a salvar a l'equip aragonès del descens i va tornar a donar un notable rendiment. A més de romandre en primera divisió, l'equip aragonès va guanyar la Copa del Rei, encara que Esnáider no va poder jugar la final per sanció. Precisament, en l'últim partit de la temporada, just abans de la final de la Copa del Rei i jugant-se el Reial Saragossa la permanència en la categoria, Esnáider es va autoexpulsar a l'inici del partit al propinar un absurd cop de colze a un jugador del Celta de Vigo.
Posteriorment va passar per dues infructíferes cessions en la campanya següent, primer en el Porto i després, tornant al seu país, al River Plate. Més tard va signar per l'Ajaccio de França, on també va tenir un pas testimonial, i després pel Real Murcia. Els problemes amb les lesions li van impedir tornar a rendir a bon nivell. Finalment, va jugar en Newell's Old Boys,i en vista de la seva mala forma física, es va retirar del futbol professional.
Des de maig de 2008 té el carnet d'entrenador professional. Després, va treballar de comentarista esportiu en Aragón Televisión en el programa "Directo Fútbol".
El juny del 2011 va estar presentat com a director de la 'Ciudad Deportiva del Real Zaragoza' y entrenador de l'equip filial.

### Internacional
Va ser internacional amb la selecció de futbol de l'Argentina en tres ocasions.

## Clubs
| Club               | Lliga      | Any       | Partits | Gols |
| ------------------ | ---------- | --------- | ------- | ---- |
| Ferro Carril Oeste | Argentina  | 1990-1991 | 6       | 0    |
| Reial Madrid       | Espanyola  | 1990-1991 | 2       | 0    |
| Reial Madrid B     | Espanyola  | 1991-1992 | 26      | 9    |
| Reial Madrid       | Espanyola  | 1992-1993 | 8       | 1    |
| Reial Saragossa    | Espanyola  | 1993-1994 | 29      | 13   |
| Reial Saragossa    | Espanyola  | 1994-1995 | 32      | 16   |
| Reial Madrid       | Espanyola  | 1995-1996 | 20      | 1    |
| Atlètic de Madrid  | Espanyola  | 1996-1997 | 35      | 16   |
| RCD Espanyol       | Espanyola  | 1997-1998 | 24      | 13   |
| RCD Espanyol       | Espanyola  | 1998-1999 | 13      | 2    |
| Juventus FC        | Italiana   | 1998-1999 | 10      | 0    |
| Juventus FC        | Italiana   | 1999-2000 | 6       | 0    |
| Juventus FC        | Italiana   | 2000-2001 | 0       | 0    |
| Reial Saragossa    | Espanyola  | 2000-2001 | 17      | 11   |
| FC Porto           | Portuguesa | 2001-2002 | 3       | 0    |
| River Plate        | Argentina  | 2001-2002 | 9       | 0    |
| AC Ajaccio         | Francesa   | 2002-2003 | 4       | 0    |
| Real Murcia        | Espanyola  | 2003-2004 | 17      | 1    |
| Newell's Old Boys  | Argentina  | 2004-2005 | 10      | 1    |

## Palmarès
| Títol            | Club            | Any  |
| ---------------- | --------------- | ---- |
| Supercopa        | Reial Madrid    | 1993 |
| Copa del Rei     | Reial Madrid    | 1993 |
| Copa del Rei     | Reial Saragossa | 1994 |
| Copa del Rei     | Reial Saragossa | 2001 |
| Torneig Clausura | River Plate     | 2002 |
| Recopa d'Europa  | Reial Saragossa | 1995 |